# Stato stazionario (elettronica)
In elettronica, lo stato stazionario è una condizione di equilibrio di un circuito o di una rete che si verifica quando gli effetti dei transienti non sono più importanti.
La determinazione dello stato stazionario è un argomento importante, perché molte specifiche di progetto dei sistemi elettronici sono enunciate in termini di caratteristiche dello stato stazionario. La soluzione dello stato stazionario periodico è anche un prerequisito per la modellazione della dinamica dei piccoli segnali. L'analisi dello stato stazionario è perciò una componente indispensabile del processo di progettazione.

## Metodi di calcolo
I metodi di calcolo dello stato stazionario possono essere classificati in metodi basati su algoritmi nel dominio del tempo (sensitività nel dominio del tempo, shooting) e in metodi basati su algoritmi nel dominio della frequenza (bilanciamento armonico). Questi ultimi sono la scelta migliore per la maggior parte dei circuiti a microonde eccitati con segnali sinusoidali (e.g. mixer, amplificatori di potenza).

### Metodi nel dominio del tempo
I metodi nel dominio del tempo possono essere ulteriormente divisi in metodi a uno stadio (sensitività del dominio del tempo) e metodi iterativi (metodi di shooting). I metodi a uno stadio richiedono derivate per computare lo stato stazionario; ogni volta che queste ultime non sono immediatamente disponibili, l'attenzione si concentra sui metodi iterativi.